# Perecsényszabadi
Perecsényszabadi (1899-ig Precsin-Lehota, szlovákul Prečinska Lehota) Lednicróna településrésze, korábban önálló falu Szlovákiában, a Trencséni kerületben, a Puhói járásban.

## Fekvése
Puhótól 6 km-re délnyugatra, a Vág jobb partján fekszik. Lednicróna északi részét alkotja.

## Története
A 14. században a német jog alapján alapították, első írásos említése 1413-ból származik. A Horovecky, Nozdrovicky és Perecsényi családok birtoka volt. 1598-ban 9 háza állt. A 18. századtól a lednici uradalom része. 1784-ben 13 házában 16 családban 84 lakosa élt.
A 18. század végén Vályi András így ír róla: „LEHOTA. Precsin Lehota. Tót falu Trentsén Várm. földes Ura G. Áspremont Uraság, lakosai katolikusok, fekszik az előbbiektől nem meszsze, határja soványas, fűrész, és vízi malmai is vagynak.”
1828-ban 10 háza és 136 lakosa volt.
Fényes Elek 1851-ben kiadott geográfiai szótárában így ír a faluról: „Lehotka (Precsin), tót f., Trencsén vmegyében, a Vágh jobb partján, közel Rovnához; 130 kath. lak. Több urasági épületekkel és majorsággal. F. u. gr. Erdődy.”
1910-ben 585, többségben szlovák anyanyelvű lakosa volt, jelentős cseh, német és magyar kisebbséggel. A trianoni békéig Trencsén vármegye Puhói járásához tartozott.
1926-ban csatolták Lednicrónához.

## Külső hivatkozások
- Perecsényszabadi Szlovákia térképén

## Lásd még
- Lednicróna
- Kiserdő
- Magasi
- Medne